# Someries Castle
Someries Castle är ett slott i Storbritannien.   Det ligger i kommunen Central Bedfordshire i riksdelen England, i den södra delen av landet, 40 km norr om huvudstaden London. Someries Castle ligger 157 meter över havet.
Terrängen runt Someries Castle är platt. Runt Someries Castle är det tätbefolkat, med 683 invånare per kvadratkilometer. Närmaste större samhälle är Luton, 3,1 km väster om Someries Castle. Trakten runt Someries Castle består till största delen av jordbruksmark.